# PTV Home
PTV Home est le nom de la première chaîne de télévision publique pakistanaise.

## Histoire de la chaîne
PTV Home a commencé à diffuser le 26 novembre 1964 au Pakistan occidental et le 25 décembre 1964 au Pakistan oriental (l'actuel Bangladesh). Les émissions étaient limitées à Lahore et Dacca au début (la station de Dhaka deviendra plus tard une partie de Télé-Bangladesh lors de l'indépendance du Bangladesh en 1971), avant de s'étendre à Rawalpindi et Islamabad en 1965 et à Karachi en 1966. La station de Lahore est passée du canal 9 au canal 5 en novembre 1968, augmentant ainsi sa puissance. Le réseau de base de PTV a été achevé en 1974, après le démarrage du réseau micro-ondes en 1973 et avant le début des émissions en couleur en 1975.